# Kurt Kresse (Widerstandskämpfer)

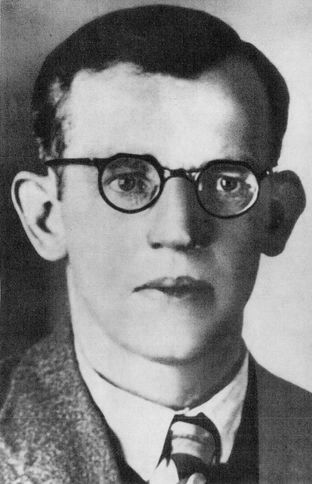
Kurt Kresse

Kurt Kresse (* 15. Mai 1904 in Leipzig; † 11. Januar 1945 in Dresden) war ein deutscher Kommunist und Widerstandskämpfer gegen den Nationalsozialismus.

## Leben
Kresse wuchs als ältester von drei Söhnen in einer Arbeiterfamilie in Kleinzschocher auf. Sein jüngerer Bruder war der spätere Leipziger Oberbürgermeister Walter Kresse (1910–2001). Kresse machte eine Lehre zum Buchdrucker, konnte diesen Beruf jedoch zunächst nicht ausüben. Er arbeitete deshalb einige Jahre als Bergarbeiter im Ruhrgebiet und in Ostthüringen. Erst 1924 fand er in Leipzig eine Anstellung als Buchdrucker. Im April desselben Jahres trat Kresse, der bereits seit 1920 dem KJVD angehörte, der KPD bei und wurde später Mitglied der KPD-Bezirksleitung Westsachsen. In den letzten Jahren der Weimarer Republik war Kresse Vorsitzender des Arbeitersportvereins „Fichte“ in Leipzig.
Nach der „Machtergreifung“ der Nationalsozialisten 1933 wurde er zweimal für mehrere Monate inhaftiert, unter anderem im KZ Colditz. Nach seiner Entlassung organisierte er Solidaritätsaktionen für politische Gefangene und deren Familien. Von 1939 bis 1944 arbeitete er als Fräser in der Druckmaschinenfabrik Schelter & Giesecke in Leipzig.
Anfang der 1940er Jahre wurde Kresse einer der engsten Mitarbeiter von Georg Schumann. Kresse knüpfte Verbindungen zu Arbeitern in weiteren Leipziger Betrieben und verbreitete mit deren Hilfe Flugblätter, in denen unter anderem für die Ziele des NKFD geworben und Ratschläge für die Sabotage der Kriegsproduktion gegeben wurde. Zudem organisierte er Hilfsaktionen für ausländische Zwangsarbeiter. Zusammen mit Schumann und Otto Engert bildete er die sogenannte „Schumann-Engert-Kresse-Gruppe“.
Am 19. Juli 1944 wurde Kresse verhaftet, am 24. November 1944 zusammen mit Schumann und Engert vom Volksgerichtshof zum Tode verurteilt und am 11. Januar 1945 im Hof des Dresdner Landgerichts hingerichtet.

## Ehrungen
- Am 1. August 1945 wurde in Leipzig-Kleinzschocher die Ringstraße in Kurt-Kresse-Straße umbenannt, sie trägt diesen Namen bis heute. In der Nähe trägt eine Anlage mit Fußballplätzen, die vom FC Blau-Weiß Leipzig genutzt wird, den Namen Kurt-Kresse-Kampfbahn.[1]
- Kresses Urne wurde Ende der 1940er Jahre im Sozialistischen Ehrenhain auf dem Leipziger Südfriedhof beigesetzt.
- Zu DDR-Zeiten trugen eine Sportanlage, eine Kaserne und eine Polytechnische Oberschule in Leipzig seinen Namen.